# Phylloicus magnus
Phylloicus magnus är en nattsländeart som beskrevs av Banks 1913. Phylloicus magnus ingår i släktet Phylloicus och familjen Calamoceratidae. Inga underarter finns listade i Catalogue of Life.